# Clássico dos Gêmeos
O Clássico dos Gêmeos é um clássico realizado entre o Esporte Clube União Suzano (ECUS) e União Suzano Atlético Clube (USAC). A rivalidade teve origem quando membros do USAC decidiram fundar, em 1993, o ECUS.
Em 2021, com a volta de ambos os times ao profissionalismo, o clássico voltará a ser disputado, trazendo de volta a emoção ao Suzanão.

## Maiores Goleadas
- União Suzano 6-0 ECUS em 2015 e 2021
- ECUS 4-0 União Suzano em 2008